# ATP da Costa do Sauípe
O ATP da Costa do Sauípe – ou Brasil Open, na última edição – foi um torneio de tênis profissional masculino, de nível ATP World Tour 250.
Realizado no resort Costa do Sauípe, na cidade baiana de Mata de São João, estreou em 2001. Os jogos eram disputados em quadras de saibro, durante o mês de fereveiro. Depois de 2011, foi substituído pelo ATP de São Paulo.

## Histórico
Até 2003, era disputado após a semana do US Open, sendo conveniente para jogadores que quisessem continuar no continente americano disputando competições de nível profissional. Em 2004, passou se ser jogado no saibro e realizado em fevereiro.
O evento foi o responsável por trazer de volta ao Brasil um torneio ATP no circuito internacional de tênis. O Brasil teve eventos desse tipo entre 1986 e 1993, sendo que entre 1989 e 1992 havia dois no país. Entre 1986 e 1990 o ATP de Itaparica conseguiu realizar cinco edições.